# Los Cuatro Cuartos
Los Cuatro Cuartos es un grupo musical chileno de neofolklore, de gran popularidad durante la década de 1960.
Fue el conjunto masculino más importante adscrito al neofolklore, incluso antes de que en Chile comenzara a usarse ese término.
Los integrantes de Los Cuatro Cuartos se ocupaban en investigar la música de raíz de diferentes partes del mundo para adaptar algunas de esas ideas a la estructura de la tonada chilena, preparando así el cambio que luego producirían en el cancionero local. 
Si bien su estampa pública era la de un grupo vocal, sus elaboradas armonías y onomatopeyas vocales, son una de sus marcas distintivas hasta el día de hoy. 
En privado, esos mismos intérpretes mantenían encendidos debates sobre folclor, jazz y la música internacional, y es que con esa mirada atrevida se explica parte importante de su gran éxito.

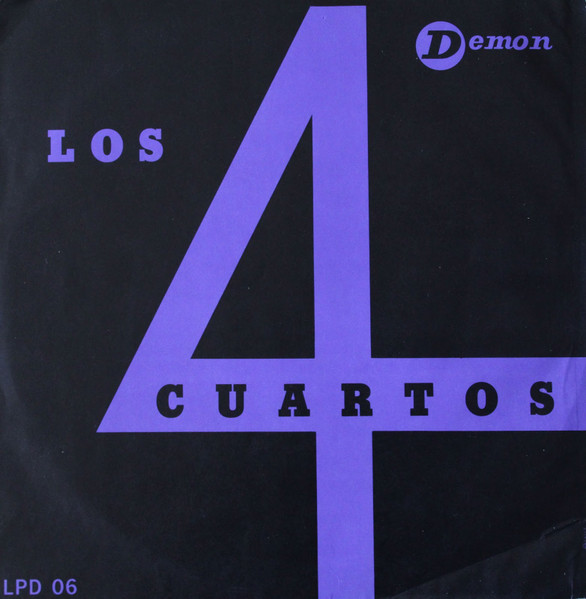
Carátula del primer disco, Los 4 Cuartos, lanzado por Demon.

Los primeros integrantes del grupo, creado en 1962, fueron Luis Urquidi, Pedro Messone, Raúl Morales y Fernando Torti, aunque luego se uniría Carlos Videla, y a los pocos meses Willy Bascuñán remplazaría a Morales. Luego de sus primeros éxitos —tales como «Qué bonita va» y «Juan Payé»—Pedro Messone se retira del Grupo, siendo reemplazado por Sergio Lillo.
En 1965, ganan el Festival de Viña del Mar interpretando «Mano nortina». Luego de dos LP, en 1966 graban uno de sus mayores éxitos, ¡Al 7° de línea!, con música compuesta por Willy Bascuñán. En este disco se incluyó el Himno «Los viejos estandartes», el que años después se convirtió en himno oficial del Ejército de Chile.
A fines de 1966 el bajo del Grupo, Fernando Torti, fallece en un accidente automovilístico. Rápidamente Lillo, Videla y Bascuñán forman Los Solitarios, integrando a Martin Urrutia (que solo solo logran grabar un disco LP), mientras que Urquidi crea el grupo Los Bric a Brac.
En 1970, los exintegrantes de Los Cuatro Cuartos tienen su primer reencuentro, el cual se materializa en presentaciones televisivas. En el año 1978, el grupo reaparece con Patricio Torti y Fernando Jiménez (sin Urquidi), donde realizan nuevos éxitos como «El huaso Bueras» entre muchos otros. En 1984, Carlos Jorge Videla sufre un accidente vascular, lo que hace que el grupo abandone la escena musical.
En la década de 1990, Patricio Torti y Fernando Jiménez deciden integrar nuevos intérpretes al grupo: Waldo Rojas, Pablo Montaldo y Carlos Vásquez. Posteriormente se integra al grupo, en reemplazo de Pablo Montaldo, Jaime Pérez. En el año 2004 grabaron un disco llamado En tu nombre que reedita temas del grupo anterior, y presenta otras composiciones inéditas de compositores del folclore nacional.
Actualmente la agrupación se encuentra compuesta por: Carlos Vásquez (1.er tenor), Rafael Medina (2.º tenor), Fernando Jiménez (1.er barítono), Jaime Pérez (2.º barítono) y Eduardo Seco (bajo).

## Discografía
- 1964: Los Cuatro Cuartos
- 1965: Los fabulosos 4 Cuartos
- 1966: ¡Al 7º de Línea!
- 1996: Ayer y hoy
- 2004: En tu nombre